# Itumeleng Khune
Itumeleng Khune (sinh ngày 20 tháng 6 năm 1987 tại Ventersdorp, North West) là cầu thủ bóng đá người Nam Phi chơi ở vị trí thủ môn cho câu lạc bộ Kaizer Chiefs và Đội tuyển bóng đá quốc gia Nam Phi.
Em trai của cầu thủ này là Lucky Khune cũng chơi tiền đạo trong câu lạc bộ Kaizer Chiefs.